# Guillaume Meurice
Pour les articles homonymes, voir Meurice.
Guillaume Meurice, né le 14 juin 1981 à Chenôve en Côte-d'Or, est un humoriste français, chroniqueur de radio et chanteur. Il est connu entre 2012 et 2024 pour ses micro-trottoirs et ses chroniques satiriques politiques marquées à gauche, sur France Inter.
En juin 2024, la direction de France Inter le licencie à la suite d'une de ses chroniques d'octobre 2023, après quoi il rejoint Radio Nova à partir de septembre 2024. Il a également publié divers ouvrages littéraires.

## Biographie

### Jeunesse et formation
Guillaume Meurice naît à Chenôve (Côte-d'Or) dans une famille modeste, d'un père cheminot et d'une mère femme au foyer,.
Alors qu'il est âgé d'environ six ans, la famille emménage à Jussey (Haute-Saône), où ses parents ouvrent une maison de la presse. Plus tard, à l'âge adulte, il estimera que cet environnement lui a permis de baigner dans une culture politique et de développer son sens de la répartie et de l'humour.
Il obtient un diplôme universitaire de technologie en « gestion d'entreprise et des administrations » à Besançon, que par la suite il revendique avoir eu en trichant,, puis change de voie et commence une carrière artistique au théâtre,. Il part pour Paris à vingt-et-un ans et suit des cours de théâtre, notamment le cours Florent. En parallèle, il occupe divers petits emplois qui lui permettent de vivre alors que sa carrière n'est pas encore lancée.

### Carrière
En novembre 2007, Guillaume Meurice crée son premier one-man-show. Initialement intitulé Annulé, le spectacle ne rencontre pas un grand succès les premières années et changera de titre par la suite. Il réalise également quelques caméras cachées dans les rues durant cette période et tient un blog humoristique.
En 2012, son travail est repéré et il est engagé à France Inter au sein de l'émission animée par Frédéric Lopez, On va tous y passer. Il y tient pendant près de trois ans une chronique caustique et se construit un personnage de « comique d'investigation » réalisant des micro-trottoirs,.

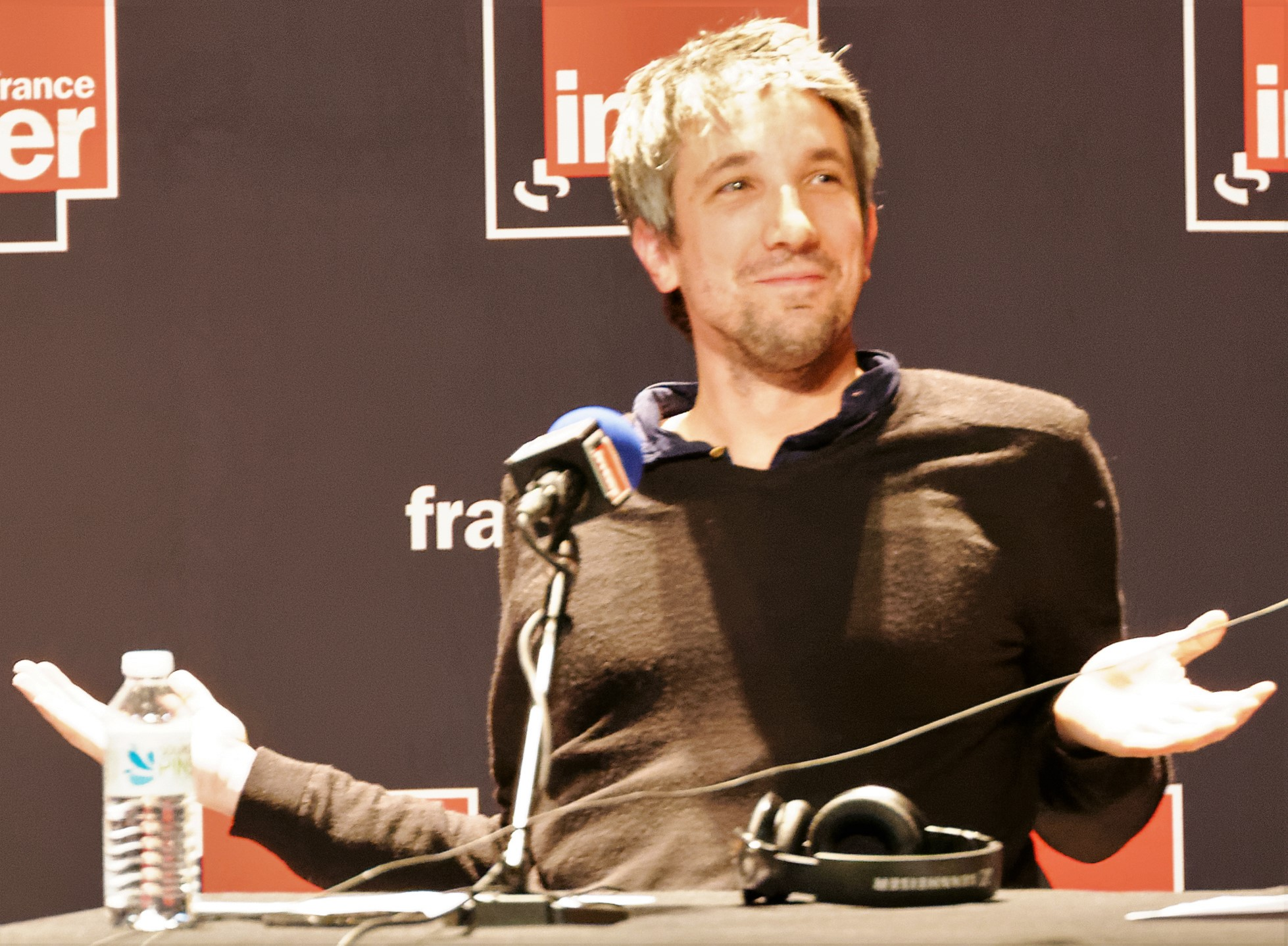
Guillaume Meurice lors de l'enregistrement public de l'émission Si tu écoutes, j'annule tout à Dijon en 2016.

Fort de sa notoriété radiophonique grandissante, il monte un nouveau spectacle en 2014, Que demande le peuple ?. Il rejoint Alex Vizorek et Charline Vanhoenacker à la fin de l'année pour une nouvelle émission sur France Inter, intitulée Si tu écoutes, j'annule tout (rebaptisée par la suite Par Jupiter ! et, en 2022, C'est encore nous !),,, avec sa chronique humoristique « Le Moment Meurice », composée de micro-trottoirs caustiques. Poursuivant ses interventions humoristiques ainsi que ses micro-trottoirs, il rencontre le succès auprès du public,.
À côté de ses activités à la radio et au théâtre, il commence à travailler avec la chaîne télévisuelle Canal+ en janvier 2015, dans La Nouvelle Édition. Cette collaboration s'interrompt toutefois brutalement après une unique chronique lorsque les dirigeants de la chaîne lui interdisent, pour des raisons de sécurité, à la suite de l'attaque terroriste de Charlie Hebdo, de présenter à l'antenne un dessin de Charb montrant des fesses, avec comme légende : « Et le cul de Mahomet, on a le droit ? »,.
Pendant la saison 2015-2016 il anime la chronique Joue la com' Meurice dans L'Autre JT sur France 4,,.
En 2017, il publie avec son ami le caricaturiste Marc Large une bande dessinée, On n'est pas sérieux quand on a 2017 ans,. L'album, qui recycle quelques-unes des meilleures chroniques de Meurice, présente le quinquennat finissant du président François Hollande.
En 2018, à la suite du départ de Mathieu Gallet, démis de ses fonctions de président de Radio France, Guillaume Meurice dépose, avec Charline Vanhoenacker et Alex Vizorek, une candidature humoristique à la présidence du groupe, laquelle sera écartée quelques jours plus tard,.
La même année, l'humoriste publie son premier roman, Cosme,, qui raconte la vie de son ami régisseur Cosme Olvera, amateur de poésie, et s'achève sur une exégèse du sonnet des Voyelles d'Arthur Rimbaud.
Toujours en 2018, il fonde un groupe de rock humoristique, The Disruptives, et monte un spectacle musical,. Se présentant comme un groupe « macroniste », l'ensemble parodie les éléments de langage du président Emmanuel Macron et de son mouvement La République en marche, en appuyant ses musiques sur des textes satiriques de Meurice. En novembre 2019, il est le co-créateur, avec Alicia Vullo, réalisatrice à Radio France, d'un escape game politique intitulé Scandale à l'Élysée.
En 2021, il publie son deuxième roman, Le roi n'avait pas ri, roman historique où il fait revivre une version de Triboulet, bouffon du roi François Ier.
En septembre 2021 à La Cigale, il lance son spectacle Meurice 2022, dans lequel il se met en scène dans un meeting politique comme candidat à l'élection présidentielle de 2022. En décembre, il lance le podcast Meurice recrute sur Spotify, série d'entretiens avec des personnalités, présentés comme des entretiens d'embauche pour son gouvernement imaginaire lorsqu'il sera élu président l'année suivante. Le 15 février 2022, lors de l'officialisation des nouveaux parrainages des candidats à la présidentielle, le Conseil constitutionnel annonce que Guillaume Meurice a obtenu un premier parrainage d'élu, par le maire délégué de Jobourg. Au total, au 7 mars 2022, six parrainages sont validés par le Conseil constitutionnel,. Au soir du premier tour, le 24 avril, il transforme son spectacle Meurice 2022 à La Cigale en « contre-soirée électorale », où il reçoit des camarades humoristes ; la soirée est diffusée en direct par la web TV de Blast,,.
Entre décembre 2022 et juin 2023, il renouvelle cette collaboration avec Blast sous la forme d'une série de sept spectacles intitulés Tournée générale au Café de la Danse ; il y reçoit des humoristes, chanteurs, vulgarisateurs scientifiques, journalistes, responsables associatifs et politiques,.
En juin 2024, pour les élections législatives anticipées, il est approché par La France insoumise pour remplacer le frondeur Frédéric Mathieu dans la 1re circonscription d'Ille-et-Vilaine, mais il refuse.
En septembre 2024, à la suite de son renvoi de France Inter, il lance une nouvelle émission enregistrée en public, La Dernière, sur Radio Nova, avec plusieurs membres de l'émission Le Grand Dimanche soir.
En 2023 et 2024, il se produit sur scène avec l'astrophysicien Éric Lagadec dans un spectacle intitulé Vers l'infini... mais pas au-delà.
Il présente l'émission Blagues Bloc sur le site Mediapart à partir du 25 octobre 2024,.

### Engagements

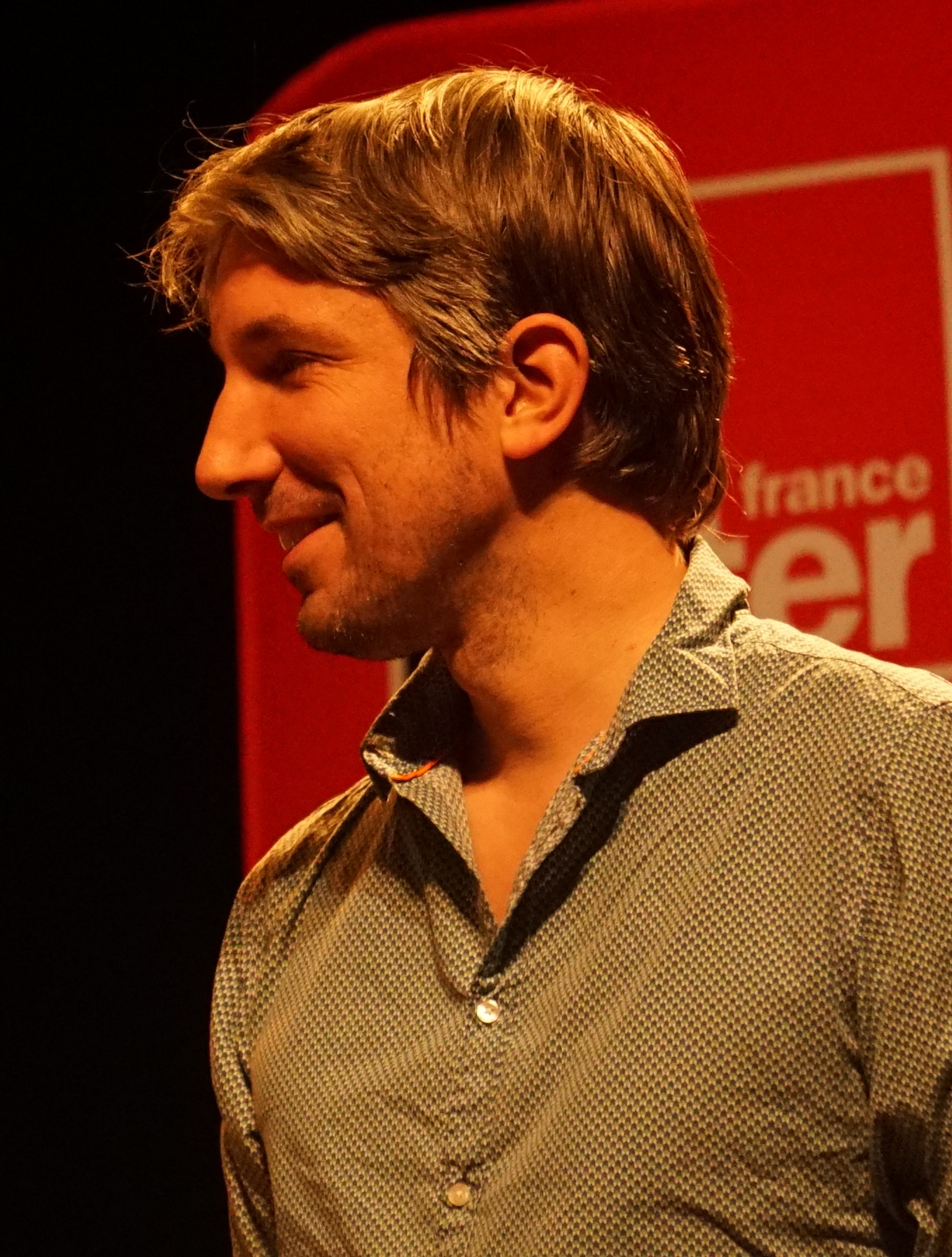
Guillaume Meurice aux Nuits de Champagne en octobre 2016.

Guillaume Meurice se définit lui-même comme écologiste, mais rejette toute forme de militantisme ou d'engagement politicien, et n'a jamais été militant au sein d'un parti politique, car il revendique une liberté et une indépendance de parole.
Selon L'Humanité, l'humoriste vise de nombreuses personnalités de tous bords, y compris au sein de son employeur, France Inter.
Il insiste sur l'importance de la caricature dans l'humour et du retournement de certains rapports de forces sociaux.
Adepte des interviews sur des terrains variés, souvent d'anonymes, il parvient avec des questions simples et spontanées, ainsi que par son audace, à mettre en évidence les incohérences de ses interlocuteurs et à susciter des réponses comiques, qu'elles soient farfelues ou paradoxales. Il souligne qu'il ne sélectionne pas les gens qu'il accoste et qu'il retient un témoignage sur trois, mettant en valeur les bulles de filtres que peuvent avoir les auditeurs de la chronique,.
Adulte, Guillaume Meurice devient végétarien. Ce choix se traduit par certaines chroniques engagées pour la cause animale, la participation à une vidéo militante de l'association L214,, ou la publication du livre Peut-on aimer les animaux et les manger ?,. Il soutient également d'autres causes écologistes, en demandant par exemple en octobre 2023 l'arrêt des travaux de l'autoroute A69 reliant Castres à Toulouse, jugée anachronique. En avril 2025 il enregistre une chanson avec un groupe d'artistes dont Guizmo, Sanseverino, Karpatt, Alee et Didier Wampas en soutien à Sea Shepherd.
Il participe à des initiatives d'ONG comme la fondation Abbé-Pierre avec la cérémonie Les Pics d'Or, Greenpeace ou Emmaüs. Il s'est également engagé pour l'accueil des immigrés en France,,.
Le style humoristique et les engagements personnels de Guillaume Meurice sont indissociables,. Il défend des idées de gauche, voire de gauche radicale ou pour certains, d'extrême gauche. Ainsi, en 2016, Libération lui donne le qualificatif humoristique d'« extrême gausse », dans l'un des jeux de mots qu'affectionne ce journal dans ses titres, et note qu'il « s'amuse à propager les valeurs de la gauche écolo-radicale » et qu'il est « porté aux nues par la gauche de la gauche », sans forcément en avoir conscience. En 2023, un journaliste local commentant la représentation de son spectacle à Muret, indique qu'il cultive « des idées de gauche, complaisantes même avec l'extrême gauche radicale ». En juin 2024, après son licenciement,, et en août 2024, après l'annonce de son recrutement par Nova,, plusieurs médias reprennent des dépêches AFP le qualifiant d'« humoriste au positionnement très à gauche ».

## Critiques et polémiques

### Critiques
Dans un article du quotidien Libération en 2016, Jérôme Lefilliâtre reconnaît à Guillaume Meurice une maîtrise de l'actualité et de la rhétorique, mais remarque qu'il cède parfois à la facilité.
S'ils sont appréciés par de nombreux auditeurs, son style et ses engagements provoquent toutefois diverses critiques. Des auditeurs de France Inter ont par exemple regretté son caractère partisan et sa supposée complaisance à l'égard de l'extrême gauche dans certaines de ses chroniques, ce à quoi l'intéressé répond dans un entretien avec le médiateur de France Inter en 2017 qu'il n'a « jamais caché ses valeurs », affirmant essayer chaque jour de donner son avis de manière humoristique comme dans un édito et qu'il « ne roule pour personne ».

### LivreLe Fin Mot de l'histoire de France
La publication de son ouvrage Le Fin Mot de l'histoire de France en 200 expressions, écrit avec Nathalie Gendrot, est suspendue juste avant sa sortie prévue en septembre 2022 par l'éditeur Editis, considérant que des passages du livre, notamment l'un consacré à Vincent Bolloré (premier actionnaire de Vivendi, maison mère d'Editis), pourraient donner lieu à un procès de Bolloré,. Vincent Bolloré est en effet cité dans la définition, : 

« Faire long feu : Expression remplacée aujourd'hui par : révéler sur Canal+ les malversations de Vincent Bolloré. »

L'ouvrage est publié par Flammarion sous le titre Le Fin Mot de l'histoire : 201 expressions pour épater la galerie ; dans sa nouvelle préface, Guillaume Meurice remercie Vincent Bolloré « pour la publicité gratuite ». Nathalie Gendrot et lui assignent les éditions Le Robert pour avoir cédé à la pression de Vincent Bolloré, estimant que « la motivation réelle de cette résiliation se trouve dans l'intervention d'un actionnaire qui ne supporte pas la critique », à savoir Bolloré, qui est selon eux « publiquement connu pour être le censeur de toutes les idées et opinions qui le dérangent »,.

### Propos sur la jeunesse des sportifs de haut niveau en2023
Le 10 février 2023, lors d'une intervention dans l'émission C à vous sur France 5, Guillaume Meurice déclare trouver « tragique » l'investissement des sportifs de haut niveau, notamment pendant leur jeunesse qu'il juge « sacrifiée », propos auxquels plusieurs sportifs de haut niveau répondent en affirmant que leur jeunesse leur appartient.

### Caricature de Netanyahou et licenciement de France Inter
Le 29 octobre 2023, pendant la guerre à Gaza, il suscite une polémique en qualifiant le Premier ministre d'Israël, Benyamin Netanyahou, de « sorte de nazi, mais sans prépuce » lors d'une chronique humoristique dans l'émission Le Grand Dimanche soir, diffusée sur France Inter. Gilles-William Goldnadel, un avocat régulièrement présent sur les plateaux de CNews où il partage des « positions proches de l'extrême droite », annonce porter plainte sur la chaîne télévisée,. Meyer Habib, député de la 8e circonscription des Français établis hors de France (incluant Israël), ainsi que de nombreux internautes, accusent alors l'humoriste d'antisémitisme. Selon Le Monde, il est la « cible des habituels détracteurs de l'audiovisuel public », avant que le cercle ne s'élargisse. Par exemple, la rabbine Delphine Horvilleur déclare : « Prépuce ou pas : moi je serais plutôt en faveur de circoncire le temps d'antenne de Guillaume Meurice. » Riss, lui, estime que « l'esprit Charlie, ce n'est pas une poubelle qu'on sort du placard quand ça vous arrange, pour y jeter ses propres cochonneries ». L'humoriste Bruno Gaccio, quant à lui, affirme, en soutien à Guillaume Meurice : « L'humour, la blague ça pique toujours un peu. C'est pour ça que c'est bon », et le journaliste Daniel Schneidermann relève un amalgame selon lui abusif entre une blague sur le « suprémaciste Netanyahou » et une attaque contre le peuple juif,.
Adèle Van Reeth, la directrice de France Inter se désolidarise des propos de son chroniqueur. Selon elle, dans un contexte de « recrudescence des actes antisémites au sein de notre pays, ce choix des mots semble particulièrement malvenu ». Il reçoit un avertissement de la part de son employeur Radio France qu'il conteste avec une procédure judiciaire. Radio France annonce par la suite que l'émission suivante doit être enregistrée exceptionnellement sans public en raison des menaces de mort visant Guillaume Meurice.
L'Arcom est saisie et adresse le 23 novembre 2023 une mise en garde à France Inter, considérant que « la chronique en cause, dont les risques de répercussions sur la cohésion de notre société ne pouvaient être ignorés, tout particulièrement dans un contexte marqué par la recrudescence des actes à caractère antisémite, a porté atteinte au bon exercice par Radio France de ses missions et à la relation de confiance qu'elle se doit d'entretenir avec l'ensemble de ses auditeurs » et appelant la station « à la plus grande vigilance au regard de la situation particulièrement sensible liée au conflit au Proche-Orient ».
Le 21 novembre, il est convoqué par la Brigade de répression de la délinquance contre les personnes (BRDP) de la DRPJ de Paris,, dans le cadre d'une audition libre, après une plainte de l'Organisation juive européenne (OJE) pour « provocation à la haine » et « injure publique aggravée » déposée début novembre. Il montre le procès verbal de cette convocation via le réseau Twitter avec le message : « C'est l'histoire d'un mec… qui fait des blagues en 2023 », et annonce la publication d'un livre consacré à ce sujet. L'avocate pénaliste Muriel Ouaknine-Melki, présidente de l'OJE répond : « Non, Guillaume Meurice, c'est l'histoire d'un citoyen français, professionnel de la communication, qui à une heure de grande écoute tient des propos susceptibles de provoquer à la haine d'autres citoyens en raison de leur appartenance à la religion juive ».
En mars 2024, Guillaume Meurice publie aux éditions du Seuil Dans l'oreille du cyclone, qui relate les évènements. Il emploie l'expression ironique de prépuce gate.
Le 22 avril 2024, le parquet de Nanterre annonce que les plaintes sont classées sans suite, les deux infractions visées n'étant « pas caractérisées »,,. Le rapportant lors de l'émission Le Grand Dimanche soir, à laquelle il participe le dimanche soir suivant, le 28 avril, il répète mot pour mot la phrase en question. Le 2 mai 2024, il annonce sur les réseaux sociaux être convoqué par Radio France à un « entretien en vue d'une éventuelle sanction disciplinaire pouvant aller jusqu'à la rupture de [son] contrat à durée déterminée » et faire l'objet d'une mise à pied à titre conservatoire.
Dénonçant ces mesures, la rédaction de France Inter via un communiqué des sociétés de journalistes (SDJ) et des producteurs (SDPI), lui apporte son soutien pour ce qu'elle qualifie de « convocation inacceptable », et Charline Vanhoenacker avec les autres humoristes lui consacre l'émission suivante en redisant encore la blague polémique, l'humoriste Djamil Le Shlag choisissant de partir en direct, tandis que la direction de Radio France se refuse au moindre commentaire,. Plusieurs pétitions dénoncent sa mise à pied de France Inter et des salariés de la station se mettent en grève.
Le 22 mai 2024, la direction de Radio France convoque une commission de discipline le 30 mai pour étudier un éventuel licenciement de Guillaume Meurice, sous la forme d'une rupture anticipée pour faute grave. Le lendemain, il reçoit le soutien des syndicats de Radio France contre cette hypothèse. Le 30 mai, il est entendu par la commission de discipline de la chaîne pendant près de deux heures.
En juin 2024, il est licencié par Radio France pour faute grave pour avoir réitéré ses propos. Sibyle Veil, présidente de Radio France, justifie cette décision en invoquant sa « déloyauté répétée ». Commentant ce licenciement, Guillaume Meurice écrit dans une lettre ouverte : « Les “libéraux” sont en train de livrer le pays clés en main à l'extrême droite, lui offrant, ce jour, une énième victoire idéologique. » De plus, il fustige ceux qui dirigent France Inter, les qualifiant d'« âmes de si peu de scrupules » et leur reprochant « leur soif d'obéir » et « leur brutalité ».
En guise de soutien, plusieurs chroniqueurs de France Inter annoncent leur démission, parmi lesquels Thomas VDB, Aymeric Lompret, GiedRé ou Laélia Véron.
Il rejoint Radio Nova en septembre 2024.

## Carrière

### Publications
- Guillaume Meurice (préf. François Morel, ill. Babouse), Guillaume Meurice chronique la société, Le Mans, 30 éditions, 2012, 120 p. (ISBN 978-2-9541718-0-7).
- Guillaume Meurice (ill. Marc Large), On n'est pas sérieux quand on a 2017 ans, Roissy-en-Brie, Un point c'est tout !, 2017, 96 p. (ISBN 979-10-92115-07-9, présentation en ligne)[16].
- Guillaume Meurice, Cosme (roman historique), Paris, Flammarion, 2018, 304 p. (ISBN 978-2-08-142562-0, 978-2-08-142579-8 et 978-2-08-142580-4, présentation en ligne, lire en ligne)[21].
- Guillaume Meurice et Charline Vanhoenacker (ill. Cami), Le Cahier de vacances de Manu, Monsieur le président de la République : Maths, français, histoire, 100 jeux et exercices pour devenir premier de cordée !, Paris, Flammarion, 2019, 94 p. (ISBN 978-2-08-148144-2, présentation en ligne)[98],[99].
- Guillaume Meurice et Charline Vanhoenacker (ill. Cami), Le Cahier de vacances de Manu, Monsieur le président de la République : 100 jeux et exercices pour gagner des points retraite, Paris, Flammarion, 2020, 96 p. (ISBN 978-2-08-150844-6 et 978-2-08-150871-2, présentation en ligne, lire en ligne).
- Guillaume Meurice (ill. Aurore Damant (d)), Le Renard et le Poulailler, Paris, Michel Lafon, coll. « Une histoire et... Oli », 2020, 32 p. (ISBN 978-2-7499-4410-4, présentation en ligne).
- Guillaume Meurice, Le roi n'avait pas ri, Paris, Jean-Claude Lattès, coll. « Littérature française », 2021, 300 p. (ISBN 978-2-7096-6728-9, présentation en ligne, lire en ligne)[100],[101] ; rééd. coll. « Le Livre de poche » (no 36405), 2022, 231 p.  (ISBN 978-2-253-10649-4).
- Guillaume Meurice, Les Vraies Gens : Sociologie de trottoir, Paris, Jean-Claude Lattès, 2022, 192 p. (ISBN 978-2-7096-6999-3 et 978-2-7096-6981-8, présentation en ligne, lire en ligne)[102] ; rééd. coll. « Le Livre de poche » (no 37319), 2023, 187 p.  (ISBN 978-2-253-94127-9).
- Guillaume Meurice (ill. Laurène Boglio), Les gens qui likent, Lille, Les Venterniers, coll. « Les gens connectés », 2022, 29 p. (ISBN 979-10-92752-79-3).
- Guillaume Meurice, Petit Éloge de la médiocrité, Paris, Les Pérégrines, coll. « Petit Éloge », 2023, 198 p. (ISBN 979-10-252-0578-5 et 979-10-252-0579-2, présentation en ligne, lire en ligne)[103].
- Nathalie Gendrot et Guillaume Meurice, Le Fin Mot de l'histoire : 201 expressions pour épater la galerie, Paris, Flammarion, 2023, 336 p. (ISBN 978-2-08-042204-0, 978-2-08-042208-8 et 978-2-08-042207-1, présentation en ligne, lire en ligne)[62] ; rééd. Points, coll. « Le goût des mots » (no P6183), 2024, 366 p.  (ISBN 979-10-414-1462-8).
- Guillaume Meurice, Peut-on aimer les animaux et les manger ?, Paris, La Martinière jeunesse, coll. « Alt », 2023, 29 p. (ISBN 979-10-401-1620-2 et 979-10-401-1621-9, lire en ligne).
- Guillaume Meurice, Dans l'oreille du cyclone, Paris, Seuil, mars 2024, 176 p. (ISBN 978-2-02-156782-3 et 978-2-02-156783-0, lire en ligne).
- Guillaume Meurice (scénario) et Sandrine Deloffre (d) (dessins, couleurs), La révolte sans précédent, Paris, Dargaud, 2024, 47 p. (ISBN 978-2-205-21177-1 et 978-2-205-21378-2, lire en ligne)[104],[105].
- Swann Périssé et Guillaume Meurice, Bouffons ! : L'humour est-il un sport de combat ?, Du Faubourg, 2025, 104 p. (ISBN 2487867140)

Participations :
- La bataille du rail : Cheminots en grève, écrivains solidaires (ill. Mako), Paris, Don Quichotte, 2019, 234 p. (ISBN 978-2-35949-730-4 et 978-2-35949-731-1, lire en ligne)[106].

Préface :
- François Morel, Jamais la même chose : Chroniques 2015-2017, Paris, Denoël, 2017, 285 p. (ISBN 978-2-207-13740-6 et 978-2-207-13741-3, lire en ligne) ; rééd. Pocket (no 17260), 2018  (ISBN 978-2-266-28521-6).

### Spectacles
- 2007-2013 : Annulé ( renommé Mort de Rire, puis Tout le monde y passe)
- 2014-2016 : Que demande le peuple ?
- 2018-2020 : The Disruptives, spectacle musical
- 2019 : Le Jupiter show avec la troupe de Par Jupiter !
- 2021-2022 : Meurice 2022
- 2022-2023 : Tournée générale
- 2022-2023 : Meurice 2027
- Depuis 2023 : Vers l'infini... mais pas au-delà avec Éric Lagadec

### Metteur en scène au théâtre
- 2007 : La Peur des coups de Georges Courteline[107]
- 2007 : Les Boulingrin de Georges Courteline

### Filmographie
- 2019 : Basta Capital de Pierre Zellner[108]

### Concepteur
- 2019 : création avec Alicia Vullo d'un escape game intitulé Scandale à l'Élysée

### Radio
- 2012-2014 : chroniqueur dans On va tous y passer animé par Frédéric Lopez sur France Inter
- 2014–2024 : chroniqueur dans Si tu écoutes, j'annule tout (rebaptisée par la suite Par Jupiter ! et, en 2022, C'est encore nous !)
- 2015 : « journaliste » fictionnel En quête de scoops sur France Inter cocrée avec Benjamin Riquet
- 2021 : podcast Meurice recrute sur Spotify
- 2023 : podcast Mission Poséidon sur France Inter
- Depuis 2024 : animateur et chroniqueur dans La Dernière sur Radio Nova

### Télévision
- 2014-2015 : chroniqueur dans La Nouvelle Édition sur Canal+
- 2015-2016 : chroniqueur dans L'Autre JT sur France 4
- 2018 : 50 nuances de Grecs de Jul[109]
- 2022 : documentaire Delphinariums, game over ? avec Stéphane Jacques sur Ushuaïa TV
- 2023 : voix off, documentaire Des poissons pas si con ? de Stéphane Jacques sur Arte
- 2023 : voix off, documentaire Thatcher's not dead de Guillaume Prodrovik sur Arte
- 2023 : Space Game, de Frédérick Sigrist et Dédo, sur France 3 Paris Île-de-France[110]

### Internet
- Depuis 2024 : Blagues Bloc sur Mediapart